# Manning, Iowa
Manning är en stad i Carroll County i Iowa. Vid 2020 års folkräkning hade Manning 1 455 invånare.

## Kända personer från Manning
- John R. Hansen, politiker